# Copa de Naciones del Golfo de 2019
La Copa de Naciones del Golfo de 2019, oficialmente 24ta Copa del Golfo Arábigo Catar 2019 (en inglés: 24th Arabian Gulf Cup Qatar 2019; y en árabe: كأس الخليج العربي 24‎), fue la vigésimo cuarta edición de la Copa de Naciones del Golfo. Se llevó a cabo en Catar, del 26 de noviembre al 8 de diciembre de 2019, y contó con la participación de 8 seleccionados nacionales masculinos. Inicialmente, el certamen iba a ser disputado solamente por 5 equipos, ya que las federaciones nacionales de Baréin, Arabia Saudita y los Emiratos Árabes Unidos planeaban boicotearlo; sin embargo, el 12 de noviembre de 2019, a dos semanas del comienzo del torneo, las selecciones de los mencionados países confirmaron su presencia.
El campeón fue Baréin, que venció a Arabia Saudita en la final por la mínima diferencia, alcanzando así su primer título en el torneo.

## Elección del país anfitrión
El 15 de julio de 2019, la Federación de Fútbol de la Copa de Naciones del Golfo anunció que el torneo se celebraría en Catar.
En un principio, el torneo iba a desarrollarse entre los días 24 de noviembre y 6 de diciembre, con la participación de cinco seleccionados nacionales —Arabia Saudita, Baréin y los Emiratos Árabes Unidos, en conjunto, habían desistido de participar, con la intención de boicotear el torneo—. Posteriormente, con la confirmación de la presencia de los tres equipos, la copa se pasó para jugarse entre los días 26 de noviembre y 8 de diciembre de 2019.

## Sedes
El torneo se desarrolló prácticamente en su totalidad en Doha, capital de Catar. Sólo un encuentro de semifinal se disputó en la ciudad de Al Wakrah. Fueron tres los estadios que albergaron partidos.
| Al Wakrah                          | Doha                               | Doha                               |
| ---------------------------------- | ---------------------------------- | ---------------------------------- |
| Municipio de Al Wakrah (UTC+03:00) | Municipio de Ad Dawhah (UTC+03:00) | Municipio de Ad Dawhah (UTC+03:00) |
| Estadio Al Janoub                  | Estadio Abdullah bin Khalifa       | Estadio Internacional Jalifa       |
| Capacidad: 40 000                  | Capacidad: 12 000                  | Capacidad: 40 000                  |
|                                    |                                    |                                    |

## Mascota

Sodeifi, mascota del torneo.

La mascota del certamen lleva el nombre de Sodeifi. Se trata de un personaje cuya cabeza está representada por un molusco de clase bivalvia, donde la separación de las conchas simboliza la boca, en cuyo interior se halla una perla que encarna su lengua.
La primera aparición pública de Sodeifi se dio el 29 de octubre de 2019, cuando visitó la sede de la Asociación de Fútbol de Catar en la torre Al Bidda. Posteriormente, con motivo del tour promocional, Sodeifi visitó varios de los países contendientes en el torneo, incluyendo Kuwait y Omán.

## Derechos de transmisión
Los siguientes fueron los canales de televisión que transmitieron los partidos de la competición:

## Formato
Inicialmente, con la participación de sólo 5 selecciones, el torneo se iba a disputar en un formato de liguilla, donde se enfrentarían todos contra todos, y en donde el equipo con mayor cantidad de puntos sumados al final de la misma se consagraría campeón.
Sin embargo, con el ingreso a último momento de los seleccionados de Arabia Saudita, Baréin y los Emiratos Árabes Unidos, se decidió que la copa se dispute bajo el formato tradicional de 2 grupos de 4 equipos. Así, dentro de cada grupo, las selecciones se enfrentaron bajo el sistema de todos contra todos, a una sola rueda, de manera tal que cada una de ellas disputó tres partidos. Los puntos se computaron a razón de 3 —tres— por partido ganado, 1 —uno— en caso de empate y 0 —cero— por cada derrota.
Las dos selecciones mejor ubicadas en la tabla de posiciones final de cada grupo pasaron a las semifinales. En dicha instancia, el primero de una zona enfrentó al segundo de la otra en un solo partido. Los ganadores se cruzaron en la final, cuyo vencedor se consagró campeón.

## Equipos participantes
| Equipos participantes | Equipos participantes  | Equipos participantes | Equipos participantes |
| --------------------- | ---------------------- | --------------------- | --------------------- |
| Arabia Saudita        | Catar                  | Irak                  | Omán                  |
| Baréin                | Emiratos Árabes Unidos | Kuwait                | Yemen                 |

### Sorteo
El primer sorteo de la competición —con la presencia de cinco selecciones— se llevó a cabo en el Hotel Marsa Malaz Kempinski de la ciudad de Doha, el 23 de octubre de 2019. Para determinar el orden de los enfrentamientos, se estableció el siguiente calendario con el orden de los partidos:
| Fecha 1 24 de noviembre | Fecha 2 27 de noviembre | Fecha 3 30 de noviembre | Fecha 4 3 de diciembre | Fecha 5 6 de diciembre |
| ----------------------- | ----------------------- | ----------------------- | ---------------------- | ---------------------- |
| 1 vs. 5 2 vs. 4         | 5 vs. 3 4 vs. 1         | 3 vs. 2 4 vs. 5         | 3 vs. 4 2 vs. 1        | 5 vs. 2 1 vs. 3        |

Por ser el anfitrión, a Catar se le asignó el número 1. En el sorteo, se le consignaron los números 2, 3, 4 y 5 a las cuatro selecciones restantes:
| Equipo 1          | Equipo 2 | Equipo 3 | Equipo 4 | Equipo 5 |
| ----------------- | -------- | -------- | -------- | -------- |
| Catar (anfitrión) | Irak     | Kuwait   | Omán     | Yemen    |

Sin embargo, las posteriores incorporaciones de Arabia Saudita, Baréin y los Emiratos Árabes Unidos obligaron a modificar el formato de la competición, y en consecuencia, a anular el calendario propuesto inicialmente.
El nuevo sorteo se llevó a cabo en el Hotel Grand Hyatt Doha de la capital catarí, el 14 de noviembre de 2019. Las ocho selecciones fueron separadas en cuatro bombos. Se determinó que los cabezas de serie —incorporados al bombo 1— fueran Catar, como anfitrión, y Omán, por ser el campeón de la última edición de la copa. Ambos seleccionados fueron asignados al grupo A y al B, respectivamente.
A la derecha de cada selección, se marca su posición en la Clasificación mundial de la FIFA al momento del sorteo (correspondiente al mes de octubre de 2019).
| Bombo 1 Cabezas de serie                            | Bombo 2                                         | Bombo 3                  | Bombo 4                |
| --------------------------------------------------- | ----------------------------------------------- | ------------------------ | ---------------------- |
| Catar (57) (anfitrión) Omán (84) (campeón defensor) | Emiratos Árabes Unidos (67) Arabia Saudita (69) | Yemen (141) Kuwait (156) | Irak (74) Baréin (101) |

## Fase de grupos
- Los horarios son correspondientes a la hora de Catar (UTC+3:00).

### Grupo A
| Selección              | Pts | PJ | PG | PE | PP | GF | GC | Dif |
| ---------------------- | --- | -- | -- | -- | -- | -- | -- | --- |
| Irak                   | 7   | 3  | 2  | 1  | 0  | 4  | 1  | 3   |
| Catar                  | 6   | 3  | 2  | 0  | 1  | 11 | 4  | 7   |
| Emiratos Árabes Unidos | 3   | 3  | 1  | 0  | 2  | 5  | 6  | −1  |
| Yemen                  | 1   | 3  | 0  | 1  | 2  | 0  | 9  | −9  |

| 26 de noviembre de 2019 | Catar     | 1:2 (0:2) | Irak           | Estadio Internacional Jalifa, Doha                         |                                                            |
| 19:30 (UTC+3:00)        | Hatem 49' | Reporte   | Qasim 19', 27' | Asistencia: 37 890 espectadores Árbitro(s): Lionel Tschudi | Asistencia: 37 890 espectadores Árbitro(s): Lionel Tschudi |

| 26 de noviembre de 2019 | Emiratos Árabes Unidos | 3:0 (2:0) | Yemen | Estadio Abdullah bin Khalifa, Doha                      |                                                         |
| 21:30 (UTC+3:00)        | Mabkhout 21', 38', 54' | Reporte   |       | Asistencia: 1 437 espectadores Árbitro(s): Ahmed Al-Kaf | Asistencia: 1 437 espectadores Árbitro(s): Ahmed Al-Kaf |

| 29 de noviembre de 2019 | Emiratos Árabes Unidos | 0:2 (0:1) | Irak                       | Estadio Internacional Jalifa, Doha                            |                                                               |
| 17:30 (UTC+3:00)        |                        | Reporte   | Abbas 6' · Abdul-Zahra 37' | Asistencia: 17 437 espectadores Árbitro(s): Alexandre Boucaut | Asistencia: 17 437 espectadores Árbitro(s): Alexandre Boucaut |

| 29 de noviembre de 2019 | Yemen | 0:6 (0:2) | Catar                                                           | Estadio Internacional Jalifa, Doha                     |                                                        |
| 20:00 (UTC+3:00)        |       | Reporte   | Hassan 29', 36', 72' (pen.) · Ali 57' · Al-Ahrak 85' · Afif 89' | Asistencia: 26 392 espectadores Árbitro(s): Ali Shaban | Asistencia: 26 392 espectadores Árbitro(s): Ali Shaban |

| 2 de diciembre de 2019 | Catar                                                | 4:2 (2:1) | Emiratos Árabes Unidos   | Estadio Internacional Jalifa, Doha |                        |
| 17:30 (UTC+3:00)       | Afif 20', 28' (pen.) · Al-Haydos 53' · Khoukhi 90+4' | Reporte   | Mabkhout 33' (pen.), 77' | Árbitro(s): Ryūji Satō             | Árbitro(s): Ryūji Satō |

| 2 de diciembre de 2019 | Yemen | 0:0     | Irak | Estadio Abdullah bin Khalifa, Doha |                          |
| 17:30 (UTC+3:00)       |       | Reporte |      | Árbitro(s): Ahmad Al-Ali           | Árbitro(s): Ahmad Al-Ali |

### Grupo B
| Selección      | Pts | PJ | PG | PE | PP | GF | GC | Dif |
| -------------- | --- | -- | -- | -- | -- | -- | -- | --- |
| Arabia Saudita | 6   | 3  | 2  | 0  | 1  | 6  | 4  | 2   |
| Baréin         | 4   | 3  | 1  | 1  | 1  | 4  | 4  | 0   |
| Omán           | 4   | 3  | 1  | 1  | 1  | 3  | 4  | −1  |
| Kuwait         | 3   | 3  | 1  | 0  | 2  | 6  | 7  | −1  |

| 27 de noviembre de 2019 | Omán | 0:0     | Baréin | Estadio Abdullah bin Khalifa, Doha                           |                                                              |
| 17:30 (UTC+3:00)        |      | Reporte |        | Asistencia: 3 400 espectadores Árbitro(s): Alexandre Boucaut | Asistencia: 3 400 espectadores Árbitro(s): Alexandre Boucaut |

| 27 de noviembre de 2019 | Arabia Saudita    | 1:3 (0:2) | Kuwait                                          | Estadio Abdullah bin Khalifa, Doha                                 |                                                                    |
| 20:00 (UTC+3:00)        | Al-Buraikan 90+6' | Reporte   | Al-Dhefiri 43' · Al-Sanea 45+1' · Al-Faneni 90' | Asistencia: 5 777 espectadores Árbitro(s): Mohammed Abdulla Hassan | Asistencia: 5 777 espectadores Árbitro(s): Mohammed Abdulla Hassan |

| 30 de noviembre de 2019 | Kuwait     | 1:2 (0:2) | Omán                              | Estadio Abdullah bin Khalifa, Doha |                             |
| 17:30 (UTC+3:00)        | Nasser 78' | Reporte   | Al-Muqbali 16' (pen.), 32' (pen.) | Árbitro(s): Khamis Al-Marri        | Árbitro(s): Khamis Al-Marri |

| 30 de noviembre de 2019 | Baréin | 0:2 (0:1) | Arabia Saudita                  | Estadio Abdullah bin Khalifa, Doha |                            |
| 20:00 (UTC+3:00)        |        | Reporte   | Al-Hamdan 29' · Al-Khabrani 58' | Árbitro(s): Lionel Tschudi         | Árbitro(s): Lionel Tschudi |

| 2 de diciembre de 2019 | Kuwait                        | 2:4 (0:1) | Baréin                                                  | Estadio Internacional Jalifa, Doha |                              |
| 20:00 (UTC+3:00)       | Nasser 59' (pen.) · Zanki 85' | Reporte   | Madan 45+1' · Al-Shaikh 69' · Thiago Augusto 83', 90+3' | Árbitro(s): Ammar Al-Jeneibi       | Árbitro(s): Ammar Al-Jeneibi |

| 2 de diciembre de 2019 | Omán         | 1:3 (1:2) | Arabia Saudita                     | Estadio Abdullah bin Khalifa, Doha |                               |
| 20:00 (UTC+3:00)       | Al-Alawi 55' | Reporte   | Al-Buraikan 26' · Bahebri 42', 57' | Árbitro(s): Alexandre Boucaut      | Árbitro(s): Alexandre Boucaut |

## Fase de eliminatorias

### Cuadro de desarrollo
|  | Semifinales                | Semifinales    |                       |   | Final | Final |
|  |                            |                |                       |   |       |       |
|  | 5 de diciembre – Doha      |                |                       |   |       |       |
|  |                            |                |                       |   |       |       |
|  | Irak                       | 2 (3)          |                       |   |       |       |
|  | Irak                       | 2 (3)          | 8 de diciembre – Doha |   |       |       |
|  | Baréin (p.)                | 2 (5)          |                       |   |       |       |
|  | Baréin (p.)                | 2 (5)          | Baréin                | 1 |       |       |
|  | 5 de diciembre – Al Wakrah |                | Baréin                | 1 |       |       |
|  |                            | Arabia Saudita | 0                     |   |       |       |
|  | Arabia Saudita             | Arabia Saudita | 0                     | 1 |       |       |
|  | Arabia Saudita             |                |                       | 1 |       |       |
|  | Catar                      | 0              |                       |   |       |       |
|  | Catar                      | 0              |                       |   |       |       |

### Semifinales
| 5 de diciembre de 2019 | Irak                           | 2:2 (2:2, 2:2) (t. s.)(3:5 p.) | Baréin                                                   | Estadio Abdullah bin Khalifa, Doha |                        |
| 17:00 (UTC+3:00)       | Ali 6' · Bayesh 18'            | Reporte                        | Al-Haza'a 14' · Marhoon 45+2'                            | Árbitro(s): Ryūji Satō             | Árbitro(s): Ryūji Satō |
|                        |                                | Tiros desde el punto penal     |                                                          |                                    |                        |
|                        | Faez · Ismail · Bayesh · Qasim |                                | Al-Hardan · Al-Shaikh · Marhoon · Thiago Augusto · Madan |                                    |                        |

| 5 de diciembre de 2019 | Arabia Saudita | 1:0 (1:0) | Catar | Estadio Al Janoub, Al Wakrah                             |                                                          |
| 20:00 (UTC+3:00)       | Al-Hamdan 28'  | Reporte   |       | Asistencia: 42 025 espectadores Árbitro(s): Ahmad Al-Ali | Asistencia: 42 025 espectadores Árbitro(s): Ahmad Al-Ali |

### Final
| 8 de diciembre de 2019 | Baréin         | 1:0 (0:0) | Arabia Saudita | Estadio Abdullah bin Khalifa, Doha                         |                                                            |
| 19:00 (UTC+3:00)       | Al Romaihi 69' | Reporte   |                | Asistencia: 42 025 espectadores Árbitro(s): Lionel Tschudi | Asistencia: 42 025 espectadores Árbitro(s): Lionel Tschudi |

|                   |
| Bandera de Baréin |
| Campeón           |
| Baréin            |
| 1.º título        |

## Estadísticas

### Tabla general
| Pos. | Equipo                 | Pts | PJ | PG | PE | PP | GF | GC | Dif. | Rend.  |
| ---- | ---------------------- | --- | -- | -- | -- | -- | -- | -- | ---- | ------ |
| 1    | Baréin                 | 8   | 5  | 2  | 2  | 1  | 7  | 6  | 1    | 53,33% |
| 2    | Arabia Saudita         | 9   | 5  | 3  | 0  | 2  | 7  | 5  | 2    | 60%    |
| 3    | Irak                   | 8   | 4  | 2  | 2  | 0  | 6  | 3  | 3    | 53,33% |
| 4    | Catar                  | 6   | 4  | 2  | 0  | 2  | 11 | 5  | 6    | 50%    |
| 5    | Omán                   | 4   | 3  | 1  | 1  | 1  | 3  | 4  | −1   | 44,44% |
| 6    | Kuwait                 | 3   | 3  | 1  | 0  | 2  | 6  | 7  | −1   | 33,33% |
| 7    | Emiratos Árabes Unidos | 3   | 3  | 1  | 0  | 2  | 5  | 6  | −1   | 33,33% |
| 8    | Yemen                  | 1   | 3  | 0  | 1  | 2  | 0  | 9  | −9   | 0%     |

### Goleadores
| Jugador               | Selección              | Goles |
| --------------------- | ---------------------- | ----- |
| Ali Mabkhout          | Emiratos Árabes Unidos | 5     |
| Abdelkarim Hassan     | Catar                  | 3     |
| Akram Afif            | Catar                  | 3     |
| Thiago Augusto        | Baréin                 | 2     |
| Abdul Aziz Al-Muqbali | Omán                   | 2     |
| Mohammed Qasim Majid  | Irak                   | 2     |
| Yousef Nasser         | Kuwait                 | 2     |
| Firas Al-Buraikan     | Arabia Saudita         | 2     |
| Abdullah Al-Hamdan    | Arabia Saudita         | 2     |
| Hattan Bahebri        | Arabia Saudita         | 2     |